# Salamandrina terdigitata
La salamandrina dagli occhiali meridionale (Salamandrina terdigitata Bonnaterre, 1789) è un anfibio della famiglia Salamandridae.

## Descrizione
Questo piccolo anfibio ha una lunghezza media che da adulto supera di poco i 10 cm. Il suo colore è nero o bruno sul dorso, con macchie bianche e rosse visibili sulle zampe e la coda; il ventre presenta un disegno bianco, nero e rosso, diverso in ogni individuo. Sulla testa ha una macchia di colore chiaro e forma caratteristica (per cui questa salamandrina è detta «dagli occhiali») situata da un occhio all'altro. Rispetto ad altri urodeli, ha quattro dita sulle zampe, invece di cinque.
La colorazione vivace ha lo scopo di segnalare a tutti i potenziali predatori, dalla puzzola alla biscia, che è velenoso.
Si nutre in acqua, dove cattura le sue minuscole prede (invertebrati d'acqua dolce, principalmente crostacei, larve di insetti acquatici, platelminti) per abboccamento o suzione.

## Distribuzione e habitat
In Italia è specie endemica e si trova in Molise e sugli Appennini, particolarmente intorno alle sorgenti e a sud del fiume Volturno; la specie è inoltre presente sui monti Aurunci nel Lazio meridionale.
A nord, ma sempre sul versante appenninico che volge verso il Tirreno, è sostituita da un altro endemismo: la Salamandrina perspicillata. 
Nel Parco nazionale del Pollino in Basilicata è presente nei pressi dei torrenti Frido e Peschiera e nella Valle del Mercure a Rotonda;sempre nel Parco del Pollino, questa volta nel versante Calabrese, è presente anche nel torrente Castiglione a Papasidero, in Calabria è stata segnalata nel fiume Vergari (Mesoraca) e nel fiume Crocchio (Sersale). È localizzata frequentemente nei querceti, lecceti e faggete.

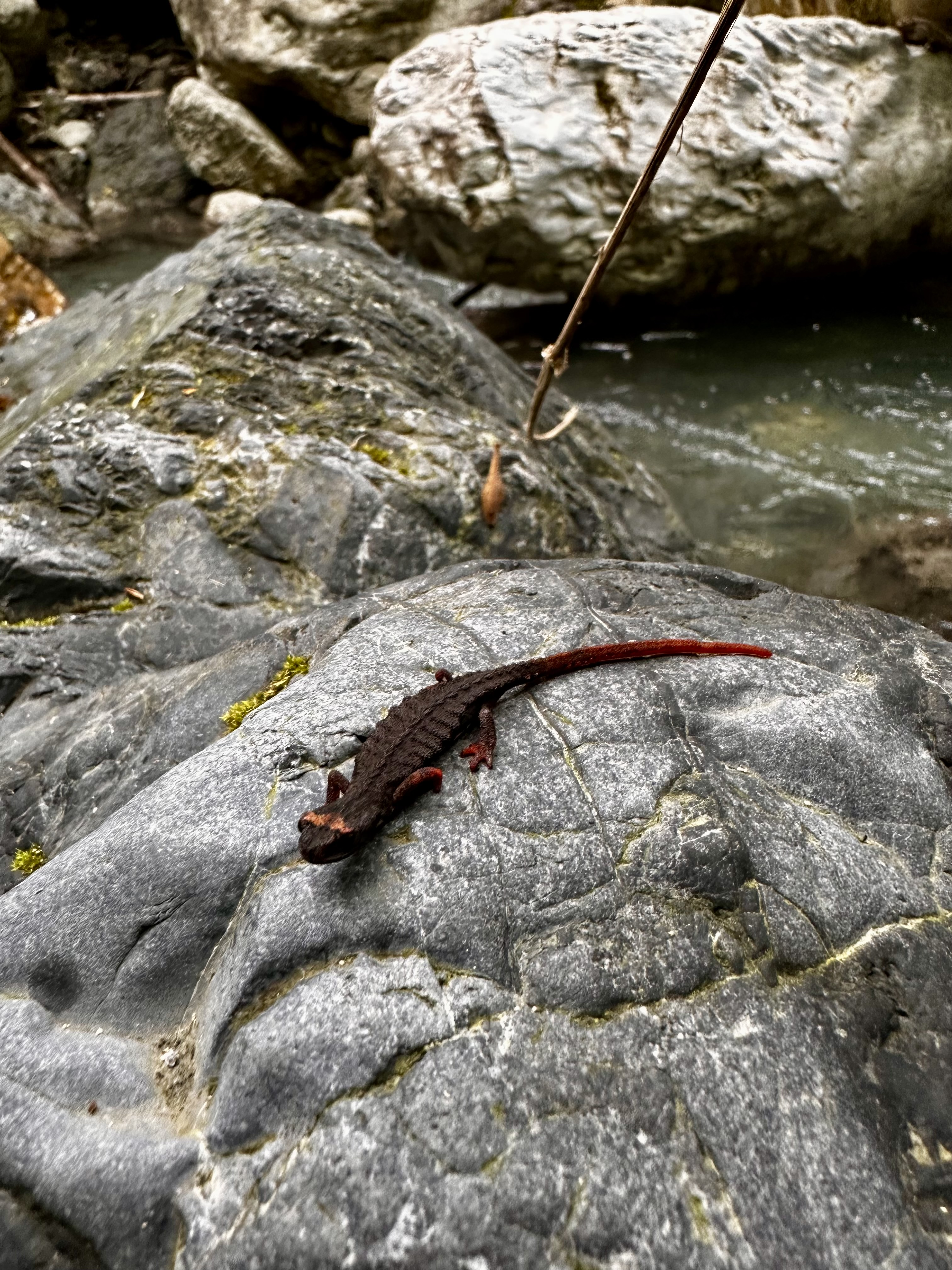
Salamandrina dagli occhiali nel suo habitat naturale

La specie ha come habitat le valli fresche e umide, anche se si trovano esemplari in ambienti aperti come parchi e/o terreni coltivati.
Vive nei piccoli fossi che scorrono in mezzo al bosco e depone le uova sotto/tra i ciottoli dei ruscelli.

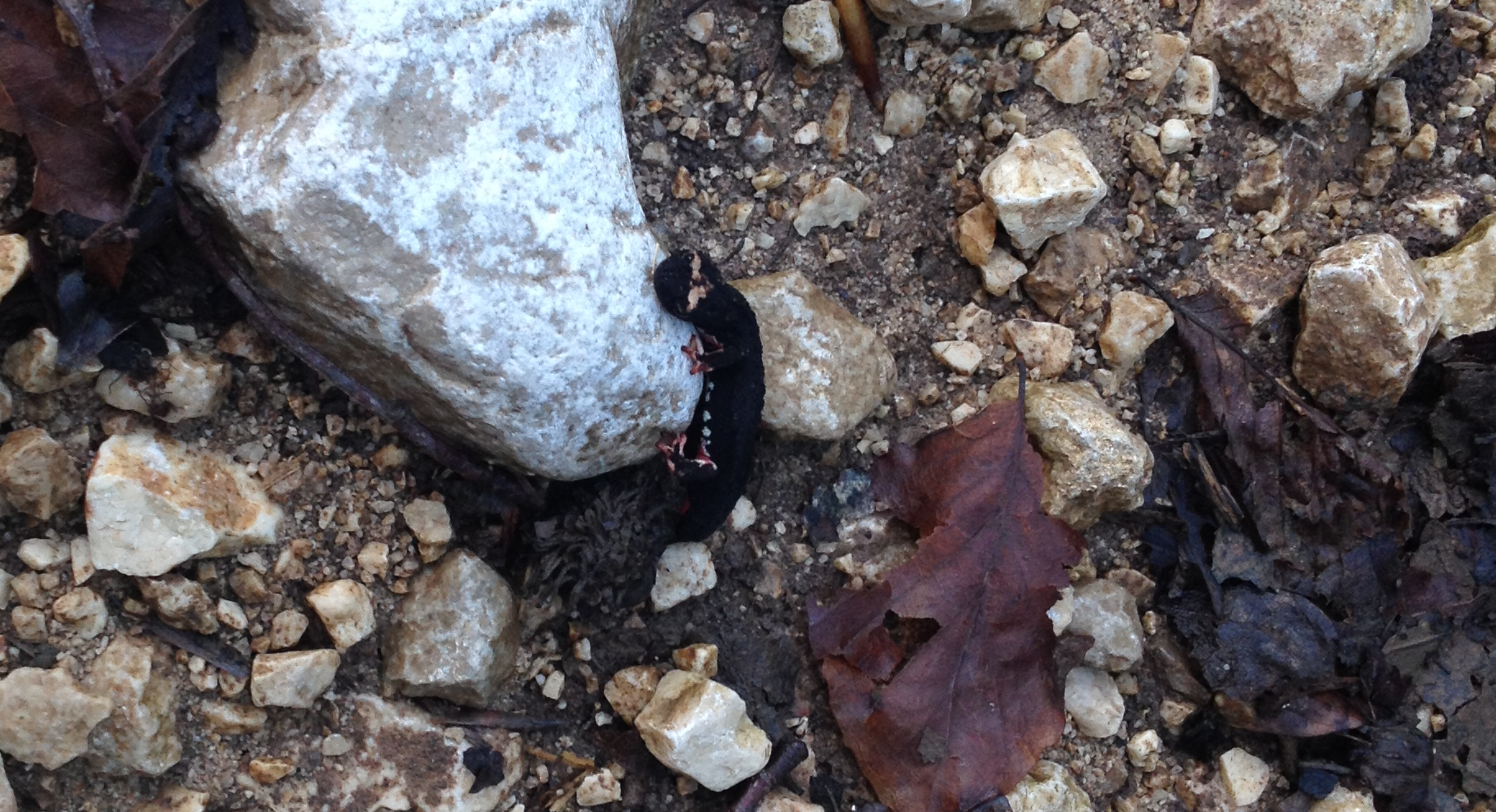
Una salamandrina dagli occhiali in posizione di difesa

## Riproduzione
Si riproduce in primavera quando le femmine entrano in acqua per deporre le uova, dopo essere state fecondate a terra; gli individui che vengono avvistati sono infatti solitamente le femmine in fase di spostamento. Le larve vivono in acque fredde e ben ossigenate.
I grandi interventi di bonifica dell'ultimo secolo, lo sviluppo industriale, l'agricoltura estensiva e intensiva e la sempre più crescente urbanizzazione, hanno provocato la rapida scomparsa delle medie e piccole raccolte di acqua, riducendo drasticamente i siti adatti alla riproduzione della specie. Dal momento che un fattore legato al pericolo di estinzione di molti anfibi è rappresentato dall'inquinamento atmosferico, la presenza di questa piccola salamandra è considerata indizio di salubrità del territorio.